# Шарлотта Джей
Шарлотта Джей (справжнє ім'я Джеральдін Голлс англ. Geraldine Halls, відома за псевдонімом англ. Charlotte Jay) — австралійська письменниця детективного жанру. Саме під псевдонімом Шарлотта Джей Голлс написала більшість кримінальних романів, за якими вона найбільш відома. Вона також писала романи під своїм прізвищем після шлюбу.

## Біографія
Народилася як Джеральдін Мері Джей в Аделаїді, Південна Австралія, 17 грудня 1919 року. Відвідувала школу Гіртон (нині школа Пемброк) і Університет Аделаїди, згодом працювала стенографісткою в Австралії та Англії, а також як судовий стенографіст у Новій Гвінеї в 1942—1950 роках.
Вона вийшла заміж за Альберта Голлса, орієнталіста, який працював з Організацією Об'єднаних Націй з питань освіти, науки і культури (ЮНЕСКО). Альберт Голлс торгував східним антикваріатом у Великій Британії та Австралії. Одруження з Альбертом дозволило Джей подорожувати багатьма екзотичними місцями, які вона пізніше включила у свої книги. Лише дія її першого роману «Ніж — це жіночність» розгортається в Австралії. Дія же інших книг відбувається в Пакистані, Японії, Таїланді, Англії, Лівані, Індії, Папуа Новій Гвінеї та Тробріандських островах. Зокрема її найвідоміший роман «Не бити кістки» (Beat Not the Bones), який отримав премію Едгара Алана По, розгортається на Папуа Новій Гвінеї.
У 1961 році її кримінальний роман 1953 року «Око втікача» був екранізований для телесеріалу. В епізоді головну роль зіграв Чарлтон Гестон, а серіал вів Фред Астер.
Після тривалої письменницької кар'єри Джей померла 27 жовтня 1996 року в своєму рідному місті Аделаїда.

## Твори

### Як Шарлотта Джей
- The Knife Is Feminine (Ніж — це жіночність) (1951)
- Beat Not the Bones[en] (Не бити кістки) (1952) (отримав премію Едгара По)
- The Fugitive Eye (Око втікача) (1953)
- The Yellow Turban (Жовтий тюрбан) (1955)
- The Man Who Walked Away (Людина, яка пішла геть) (1957)
- Arms for Adonis (Озброєння для Адоніса) (1960)
- A Hank of Hair (Товстий пучок волосся) (1964)

### Як Джеральдін Голлс Джей
- The Feast of the Dead (Свято мертвих) (1956)

### Як Джеральдін Голлс
- The Cats of Benares (Коти Бенареса) (1967)
- Cobra Kite (Кобра повітряний змій) (1971)
- The Voice of the Crab (Голос краба) (1974)
- The Last Summer of the Men Shortage (Останнє літо нестачі чоловіків) (1977)
- The Felling of Thawle (Вирубка Тавла) (1979)
- Talking to strangers (Розмовляючи з незнайомцями) (1982)
- This is My Friend's Chair (Це крісло мого друга) (1995)